# Chameleon Twist
Chameleon Twist (カメレオンツイスト, Kamereon Tsuisuto) est un jeu vidéo de plates-formes 3D sorti sur Nintendo 64 en 1997 en Amérique du Nord et en 1998 en Europe et au Japon, développé par Japan System Supply et édité par Sunsoft.
Le joueur incarne un caméléon anthropomorphe voyageant dans six mondes thématiques. La langue du caméléon peut être utilisée comme une arme, pour traverser un vide ou sauter sur une plate-forme. Une fois la langue déroulée, elle peut être guidée dans n'importe quelle direction à l'aide du stick analogique. Une zone d'entraînement permet au joueur de s'exercer. Le jeu consiste à progresser dans des environnements principalement intérieurs, chacun se terminant par un combat contre un boss.
Malgré les critiques formulées par la presse spécialisée sur sa jouabilité, sa musique et sa caméra, Chameleon Twist a eu droit à une suite intitulée Chameleon Twist 2.

## Synopsis
Un jour, le protagoniste préalablement choisi par le joueur parmi quatre caméléons répondant aux noms de Davy, Linda, Jack et Fred part à la poursuite d'un lapin blanc et tombe dans un chaudron qui se révèle être un portail magique. Il obtient alors une forme humanoïde, et devra alors traverser les six mondes de ce nouvel univers pour trouver un moyen de rentrer chez lui et reprendre sa forme originelle tout en retrouvant le mystérieux lapin blanc.

## Système de jeu
Dans Chameleon Twist, le joueur contrôle un caméléon. Ainsi, il peut utiliser la langue du reptile, dont la trajectoire est ajustable à l'aide du stick analogique, pour passer au-dessus de gouffres en s'accrochant à des piquets, récupérer des objets ou encore avaler des ennemis qui, une fois dans sa bouche, peuvent être recrachés sur d'autres ennemis. La langue s'étend jusqu'à atteindre sa longueur maximale avant de se rétracter dans la bouche du caméléon, ou revient directement si elle touche un mur. Pour atteindre des plate-formes surélevées, le caméléon peut se propulser dans les airs grâce à sa langue. Si cette aptitude est utilisée quand il se déplace, le saut prend plus d'altitude, ce qui ressemble à du saut à la perche,.

## Développement

### Sortie
Au départ, Sunsoft ne prévoyait pas de diffuser Chameleon Twist hors du Japon, mais Nintendo a insisté pour publier le jeu dans d'autres régions du monde.

## Accueil

### Critiques
Chameleon Twist reçoit des critiques médiocres par la presse spécialisée, avec une moyenne de 59/100 d'après le site GameRankings.
Le journaliste trikmoumoutte de Jeuxvideo.com déplore lors de son test les graphismes du titre, les qualifiant « d'une pauvreté totale » et indiquant que « la performance n'est pas vraiment digne d'une machine 64 bits ». En termes de jouabilité, il blâme le fait que le caméléon soit « quasiment indomptable » et que « la maîtrise de la langue [soit] délicate ». La durée de vie du titre est aussi critiquée : « il ne faut que 3 ou 4 heures pour venir à bout de l'aventure ». Il poursuit en indiquant que « musiques lassantes et bruitages sommaires composent la bande-son », « synonyme de maux de tête ». Il qualifie le scénario de « ridicule » et conclut en déplorant que si « le titre repose sur une idée originale, […] la maniabilité est bien trop délicate pour convaincre », et attribue au jeu la note de 9/20.
Peer Schneider, journaliste chez IGN, explique qu'il « n'a pas réussi à entrer dans Chameleon Twist ». En effet, bien qu'il ait « apprécié certaines touches et certains mouvements originaux, comme les mécaniques liées à la langue », il est rebuté par « les graphismes et le son affreux, le mode multijoueur inutile et la courte durée de vie » qui l'empêchent de recommander le jeu. Selon lui, Chameleon Twist « est l'un de ces jeux où le concept a un potentiel énorme mais mal exploité ». Il lui donne la note de 6,5/10.

### Ventes
Selon le site VGChartz, Chameleon Twist se serait vendu à environ 110 000 exemplaires dans le monde, dont 90 000 en Amérique du Nord et 20 000 en Europe,.